# Maximilien de Peellaert
Maximilien de Peellaert (Brugge, 7 december 1737 - 31 januari 1823) was een Zuid-Nederlands edelman.

## Geschiedenis
Maximilien Marie Joseph Liévin Antoine Désiré de Peellaert stamde uit de familie De Peellaert, die adelbrieven had vanaf het einde van de zeventiende eeuw en heel wat burgemeesters leverde aan het Brugse Vrije.

## Levensloop
Hij was een zoon van Anselme-Désiré de Peellaert (1702-1780), heer van Steenmaere, burgemeester van het Brugse Vrije, algemeen belastingontvanger van het Brugse Vrije, en van Jeanne de Nieulant (1704-1781).
Hij volgde onder het ancien régime zijn vader op als heer van Steenmaere, Croonvoorde en Cleyem en als schepen en burgemeester van het Brugse Vrije.
In 1772 trouwde hij met Elisa van Borsselen van der Haeghen (1745-1827) en ze kregen een enige zoon, Maximilien-Désiré de Peellaert (1773-1855), die trouwde met zijn nicht Marie-Thérèse van Caloen (1781-1841). Hij was officier in het Oostenrijks leger en werd in de jaren 1840 gemeenteraadslid van Brugge. Het echtpaar bleef kinderloos en deze familietak doofde derhalve uit.

## Brabantse Revolutie
Maximilien de Peellaert behoorde tot de overtuigde aanhangers van het Oostenrijkse gezag. De Brabantse Revolutie betekende dan ook dat hij zijn ambt in het Brugse Vrije verloor. Hij hield zich ver van het publiek gebeuren, maar werd niettemin nauwlettend in de gaten gehouden door aanhangers van de revolutie, die hem verdachten tot de Oostenrijksgezinde complotsmeders te behoren. In september 1790 werd de bevolking, naarmate de Brabantse Revolutie in moeilijkheden kwam, van langs om meer opgehitst. 
De Peellaert voelde zich niet meer veilig en op 27 september 1790 verliet hij zijn woning in de Moerstraat, als vrouw verkleed, met de intentie de stad te ontvluchten. Hij werd echter opgemerkt en onder het gejoel van de menigte naar de politiewacht op de Markt gebracht. Van daar werd hij naar de gevangenis voor geestesgestoorden bij de broeders alexianen in de Katelijnestraat gebracht. Zijn huis en zijn buitenverblijf in Zuienkerke werden onderzocht om er bewijzen te vinden van zijn activiteiten tegen de revolutie. Men vond echter niets. Hij werd vervolgens naar Brussel overgebracht en daar werd hem zijn onverantwoorde verkleedpartij aangewreven. Voor straf moest hij 25 stokslagen ondergaan. Hij kreeg er maar vijftien en kon de tien overige afkopen. 
Hij keerde na het einde van de revolutie naar Brugge terug en nam zijn functie van schepen van het Brugse Vrije weer op, die hij vervulde tot aan de komst van de Franse legers in juni 1794, waarop hij zijn publiek mandaat definitief verloor. Hij emigreerde en kwam pas enkele jaren later naar Brugge terug.

## Na 1815
In 1816, ten tijde van het Verenigd Koninkrijk der Nederlanden, behoorde de Peellaert tot de voormalige edellieden die opnieuw in de erfelijke adel werden erkend. Hij kreeg de titel baron, overdraagbaar bij eerstgeboorte en de titel ridder, overdraagbaar op de overige afstammelingen. Hij werd tevens benoemd in de Ridderschap van West-Vlaanderen, maar in 1818, ontevreden over de evolutie van het regime, nam hij ontslag.
Tot aan zijn dood bleef hij hoofdman van de rederijkerskamer van de Weerde Drie Santinnen.